# ای. سی. گریلینگ
ای. سی. گریلینگ (به انگلیسی: A. C. Grayling) (متولد ۳ آوریل ۱۹۴۹) فیلسوف انگلیسی است که در سال ۲۰۱۱ بنیانگذار و نخستین رئیس نیوکالج علوم انسانی شد، که کالج مستقل کارشناسی در لندن است.
تا ژوئن ۲۰۱۱، استاد فلسفه دانشگاه بیرکبک لندن بود و از سال ۱۹۹۱ تدریس می‌کرد. همچنین از اعضای وابسته سنت انز کالج آکسفورد بوده‌است.
گریلینگ نویسنده بیش از ۳۰ کتاب دربارهٔ فلسفه، از جمله؛ ردیه شک‌گرایی (۱۹۸۵)، آینده ارزش‌های اخلاقی (۱۹۹۷)، معنی چیزها (۲۰۱۱) و کتاب خوب (۲۰۱۱) است. او یک متولی کتابخانه لندن، عضو انجمن سلطنتی ادبیات، و انجمن سلطنتی هنر انگلستان است. او همچنین از مدیران و نویسندگان مجله پراسپکت است.
علائق اصلی آکادمیک او، معرفت‌شناسی، متافیزیک و منطق فلسفی است. او همچنین در انگلستان از اعضای اصلی جنبش بی‌خدایی نو است.
چند کتاب از او به فارسی ترجمه شده؛ از جمله معرفت‌شناسی (ترجمه امیر مازیار در نشر حکمت) و ویتگنشتاین (ترجمه ابوالفضل حقیری در نشر بصیرت) منتشر شده‌است.